# IC 2522
IC 2522 ist eine Balken-Spiralgalaxie vom Hubble-Typ SBc im Sternbild Luftpumpe am Südsternhimmel, die schätzungsweise 125 Millionen Lichtjahre von der Milchstraße entfernt ist.
Das Objekt wurde im April 1900 von DeLisle Stewart entdeckt.